# Bashō Matsuo
Bashō Matsuo (în japoneză 松尾芭蕉, Matsuo Bashō), pe numele lui adevărat Matsuo Munefusa (n. 1644 lângă castelul Ueno în provincia Iga (actualmente Iga în prefectura Mie) - d. 28 noiembrie 1694, Osaka), a fost un poet japonez renumit pentru perfecționarea formei poetice haiku.

## Opere traduse în limba română
- Note de drumeție, Editura Eminescu, 1998